# Hôtel Batailhe de Francès
L'hôtel Batailhe de Francès ou hôtel d'Affry, est un ancien hôtel particulier, situé au no 1, place Vendôme, dans le 1er arrondissement de Paris.
Il est, depuis 1858, un établissement hôtelier de luxe, l'hôtel de Vendôme, actuellement propriété de la marque d'horlogerie Chopard, qui y a également installé une de ses boutiques.

## Localisation
L'hôtel est situé à l'entrée sud de la place, où il occupe la parcelle est de celle-ci, mais également le no 358, rue Saint-Honoré, issu d'une fusion entre les deux bâtiments au XIXe siècle.

## Historique
En 1718, Pierre Perrin, secrétaire du roi Louis XIV, achète le lot et y fait construire, jusqu'en 1723, derrière la façade uniforme de Jules Hardouin-Mansart, son nouvel hôtel, par l'architecte Armand-Claude Mollet. 
Le 7 novembre 1736, l'hôtel est acquis par Jean Batailhe de Francès, receveur général des finances. Louis-Auguste Augustin d'Affry, général des gardes suisses, loue l'édifice de 1787 jusqu'à son décès six ans plus tard. L'hôtel accueille également, l'année suivante, l'administration des domaines, dirigée par Gigot de Gerville. 
En 1815, Jean-Marc Massinot, restaurateur, le loue afin d'y installer son commerce. Hôtel qu'il finit par acquérir en 1827, après le décès de Louis-François Batailhe de Francès de Monval. Celui-ci acquiert, dans la foulée, l'actuel no 358, rue Saint-Honoré, l'adjoignant alors à l'hôtel.
De 1842 à 1843, Massinot loue fugacement les étages de son hôtel à la première ambassade de la république du Texas, que la France est la première à reconnaitre en tant que tel. Une inscription gravée à la droite de l'entrée de l'hôtel en atteste encore aujourd'hui.
En 1858, il vend l'édifice, qui est transformé en établissement hôtelier. À cette occasion, l'hôtel est, comme beaucoup d'hôtels particuliers dans Paris, vidé de ses décors d'origine et réhabilité afin de recevoir un public de voyageurs, notamment par la création d'un entresol au premier étage et d'une terrasse au cinquième.

## Protection
L'hôtel est classé partiellement aux monuments historiques, pour ses façades et toitures, par arrêté du 17 mai 1930.